# Ђирђенти (Ријети)
Ђирђенти је насеље у Италији у округу Ријети, региону Лацио.
Према процени из 2011. у насељу је живело 129 становника. Насеље се налази на надморској висини од 737 м.